# 杜氏新光唇魚
杜氏新光唇魚（学名：Neolissochilus dukai）为輻鰭魚綱鯉形目鲤科的其中一種，分布於亞洲薩爾溫江流域，棲息在中底層水域。